# Gustav Plaehn
Gustav Plaehn (* 27. Juni 1859 in Latzig, Kreis Deutsch-Krone, Westpreußen, heute Gmina Wałcz; † 3. Oktober 1934 in Gera) war ein deutscher Altphilologe und Gymnasiallehrer.

## Leben
Als Sohn eines Pfarrers besuchte Plaehn das Gymnasium in Schneidemühl und das Friedrich-Wilhelms-Gymnasium in Berlin, wo er Michaelis 1877 die Reifeprüfung bestand. Er begann an der Eberhard-Karls-Universität klassische und germanische Philologie zu studieren und wurde 1878 im Corps Borussia Tübingen aktiv. Er hörte unter anderem Friedrich Paulsen, Karl Reinhold von Köstlin und Philipp Strauch. Als Inaktiver wechselte er für das Sommersemester 1879 an die Königliche Universität zu Greifswald. Zugleich diente er in Greifswald als Einjährig-Freiwilliger bei der Preußischen Armee. Als Reserveoffizier erreichte er später den Rang Hauptmann. Vom Wintersemester  1879/80 bis zum Sommersemester 1881 studierte er an der Friedrich-Wilhelms-Universität zu Berlin. Dort hörte er Adolf Kirchhoff, Johannes Vahlen, Karl Müllenhoff und Wilhelm Scherer. Mit einer Doktorarbeit über Nikandros aus Kolophon wurde er im März 1882 von der Philosophischen Fakultät der Friedrichs-Universität Halle zum Dr. phil. promoviert. Im Januar 1883 bestand er vor der wissenschaftlichen Prüfungskommission in Berlin das Examen pro facultate docendi. Als Eleve der Kgl. Turnlehrerbildungsanstalt bestand er 1884 die Turnlehrerprüfung.
Das Probejahr leistete er hälftig am Pädagogium zu Züllichau und am Köllnischen Gymnasium in Berlin ab. Ostern 1884 trat er als Hilfslehrer am Friedrichgymnasium (Altenburg) ein. Seit Michaelis 1885 fest angestellt, wurde er dort zum Oberlehrer und Gymnasialprofessor (1900) ernannt. Nach 20 Jahren in Altenburg ging er Michaelis 1905 als Direktor an das Gymnasium Rutheneum in Gera. Von 1907 bis 1921 war er Vortragender Rat im Preußischen Ministerium der geistlichen, Unterrichts- und Medizinalangelegenheiten. Im Herbst 1923 des Amtes als Schulleiter aus politischen Gründen enthoben und im April/Mai 1924 wieder eingestellt, wurde er im August 1924 mit 65 Jahren in den Ruhestand versetzt.
In seinen Publikationen befasste er sich mit Biterolf, Homer und Patroklos, mit den Schriftstellern Hans Hoffmann und Wilhelm Raabe, mit dem Unterricht an humanistischen Gymnasien und nicht zuletzt mit der Geschichte seiner Geraer Schule. Verheiratet war er seit 1886 mit Martha geb. Herrmann.

## Veröffentlichungen
- Untersuchungen über die Entstehung der Klage und des Biterolf. Altenburg 1898. 17 S.[5]
- Der Dichter der Ilias als Idylliker und Satiriker. Gera 1906. 20 S.[6]
- Die Frömmigkeit des Dichters der Ilias. Gera 1907. 17 S.[6]
- Die 300jährige Jubelfeier des Rutheneums. Gera 1908. 31 S.[6]
- Ein Gedenkblatt auf Hans Hoffmanns Grab. Gera 1909. 16 S.[6]
- Der Bericht der Ilias vom Auszug und Tod des Patroklus (II 257-863.) Gera 1910. 16 S.[6]
- Grundsätze und Richtlinien für den deutschen Unterricht auf der Unterstufe und Mittelstufe humanistischer Gymnasien, 1. Teil. Gera 1911.[6]
- Grundsätze und Richtlinien für den deutschen Unterricht auf der Unterstufe und Mittelstufe humanistischer Gymnasien, 2. Teil. Gera 1912.[6]
- Weltbejahung in Wilhelm Raabes hinterlassener Dichtung „Altershausen“. Gera 1913.[6]

## Ehrungen
- Hofrat (1908)[2]
- Herzoglich Sachsen-Ernestinischer Hausorden, Ritterkreuz 2. Klasse[2]
- Reußisches Ehrenkreuz 3. Klasse mit Schwertern[2]